# Glaresis contrerasi
Glaresis contrerasi es una especie de coleóptero de la familia Glaresidae.

## Distribución geográfica
Habita en Marruecos.